# Cosmochthonius juvenalis
Cosmochthonius juvenalis är en kvalsterart som beskrevs av Kamill 1986. Cosmochthonius juvenalis ingår i släktet Cosmochthonius och familjen Cosmochthoniidae. Inga underarter finns listade i Catalogue of Life.